# Der Giftpilz
Der Giftpilz (pol. Trujący Grzyb) – książka napisana przez Ernsta Hiemera, z ilustracjami autorstwa Philippa Rupprechta (podpisanego na okładce jako Fips) o tematyce antysemickiej, adresowana do niemieckich dzieci, wydana w 1938 przez należące do Juliusa Streichera wydawnictwo Sturmverlag, będąca lekturą w niemieckich szkołach w okresie III Rzeszy.

## Treść
Licząca 64 strony książka jest zbiorem opowiadań, których bohaterami są dzieci. Każda z kolejnych historii prezentuje jako prawdziwe stereotypowe wizerunki Żydów i związane z nimi uprzedzenia, często popierając je elementami ideologii narodowego socjalizmu. Otwierająca książkę opowieść, od której pochodzi także i tytuł, przedstawia matkę z dzieckiem zbierających grzyby w lesie. W pewnym momencie synek pokazuje mamie muchomory. Ta tłumaczy mu zaś, że tak jak istnieją grzyby jadalne i trujące, tak istnieją rasy ludzi dobrych i rasy ludzi gorszych.
W kolejnych opowiadaniach Żydzi przedstawiani są jako pedofile, chciwi kapitaliści, oszuści, okrutni wobec zwierząt i przebiegli prawnicy. Inne rozdziały poświęcone są temu, co rzekomo Jezus miał twierdzić na temat Żydów, a także temu, jak niemieckie dzieci w szkołach powinny się uczyć rozpoznawać Żyda. Na ostatniej stronie znalazł się portret przedstawiający samego Streichera, opatrzony komentarzem Kto walczy z Żydami, ten walczy z diabłem.

## Odbiór
Książka została wydana w nakładzie 60 000 egzemplarzy; była szeroko wykorzystywana – zalecano ją podczas kursów dla młodzieży, a także wprowadzono do szkół jako podręcznik. Ze względu na skrajny, miejscami wręcz groteskowy antysemityzm, spotykała się z krytyką także wśród nazistów; pojawiały się głosy, że jest szkodliwa dla nieletnich. Niepochlebną opinię o książce wydał Joseph Goebbels, zapisując w swoim dzienniku 29 maja 1938 słowa 

Streicher wydał nową książkę dla dzieci. Okropna rzecz. Co Führer z tym zrobi?

## Przekłady
Der Giftpilz ukazała się w 1938 w Anglii, wydana nakładem stowarzyszenia Friends of Europe. Po inwazji na Związek Radziecki okładka książki była wykorzystywana jako plakat z napisem w języku ukraińskim. Współczesnego, angielskiego przekładu dokonał amerykański działacz ruchu neonazistowskiego Gary Lauck, który odpowiada także za tłumaczenie Der Giftpilz na język estoński. Tamtejsze władze bezskutecznie usiłowały zapobiec tej publikacji.

## Inne
Jeden z egzemplarzy Der Giftpilz znajduje się w muzeum holocaustu United States Holocaust Memorial Museum w Waszyngtonie. Kolejny jest w Muzeum II Wojny Światowej w Gdańsku. Der Giftpilz wykorzystano także jako dowód przeciwko Streicherowi podczas procesów norymberskich.